# Asbach (Obrigheim)
Asbach ist ein Dorf im Neckar-Odenwald-Kreis in Baden-Württemberg, das seit 1973 zu Obrigheim gehört.

## Geographie
Asbach liegt etwa sieben Kilometer westlich von Obrigheim am Übergang von Kraichgau zu Kleinem Odenwald auf etwa 224 m ü. NN in der Talmulde und auf den flachen Hängen des Schwarzbach-Zuflusses Asbach.

## Geschichte
Asbach wurde urkundlich erstmals im Jahr 1100 erwähnt. Im Gewann Burggärten, wo sich heute Schrebergärten befinden, befand sich die Burg Asbach.
Im 14. Jahrhundert hatte das Adelsgeschlecht derer von Obrigheim den Ort als speyerisches Lehen inne. Asbach kam 1380 unter kurpfälzische Landeshoheit und wurde vom Amt Obrigheim verwaltet. 1803 kam der Ort an Baden.
Am 1. Januar 1973 wurde Asbach durch die Gebietsreform in Baden-Württemberg nach Obrigheim eingemeindet.

### Lager Asbach

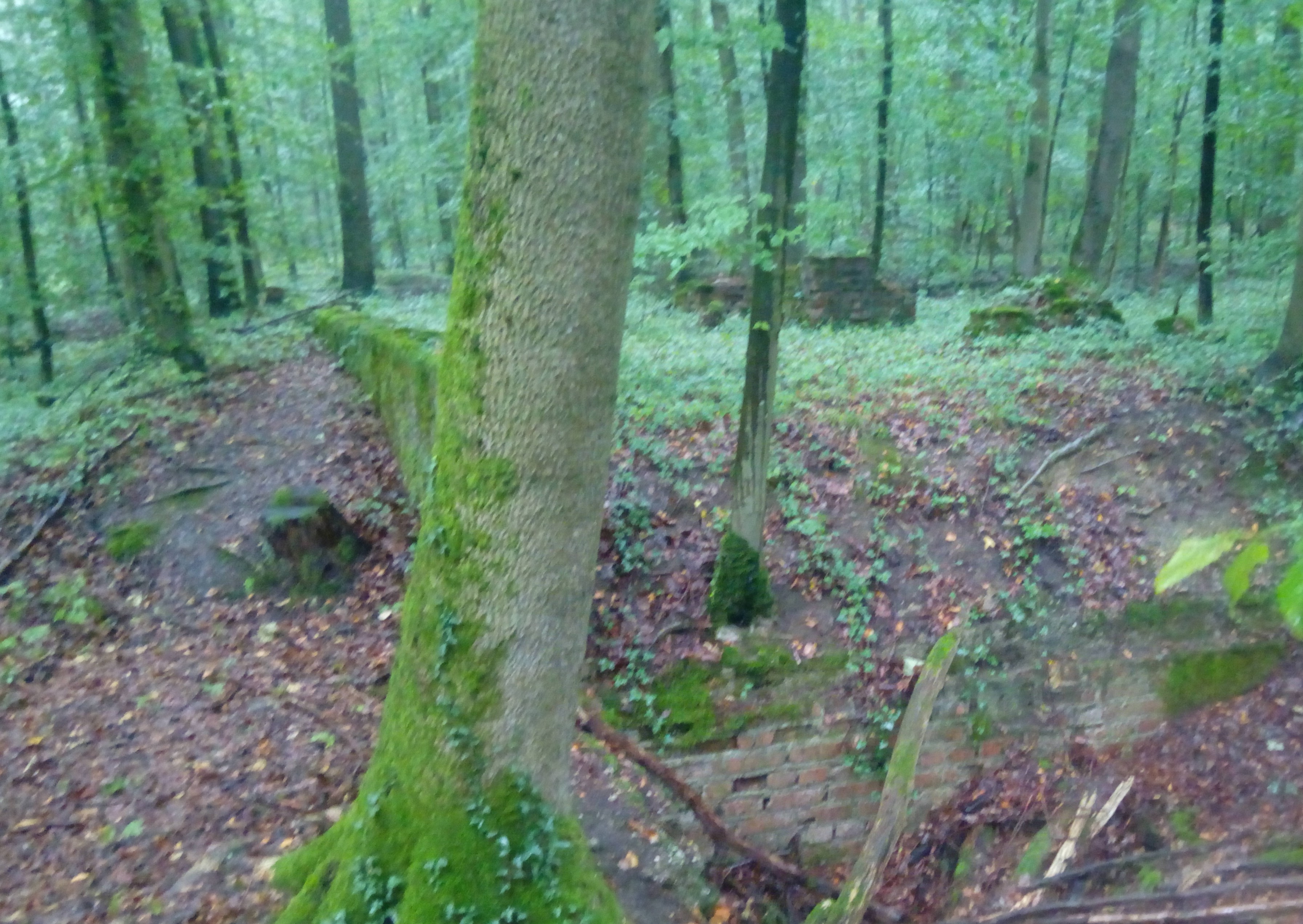
Ruinen des Lagers Asbach

Am 14. September 1944 wurde in Asbach mit dem Bau des Lagers Asbach begonnen, einem Unterkommando des Konzentrationslagers Neckarelz. Anfangs 60, später bis zu 150 Häftlinge aus den Lagern Neckargerach und Neckarelz sollten 32 Baracken für bis zu 1500 Ostarbeiter errichten. Diese waren im Stollen Goldfisch im nahegelegenen Obrigheim zum Bau von Flugzeugmotoren für das aus Genshagen ins Neckartal verlegte Werk der Daimler-Benz-Motoren GmbH (Tarnname: Goldfisch GmbH) eingesetzt. Der Bau des Lagers Asbach verzögerte sich jedoch und konnte nicht beendet werden. Am 20. März 1945 wurde es aufgelöst und die Insassen nach Neckarelz zurückbeordert.

## Demografie
1939 wurden 609 Einwohner gezählt, Ende 1945 waren es 660.
2013 lebten 849 Menschen in Asbach. 2018 waren es nur noch 822.

## Bauwerke und Denkmäler

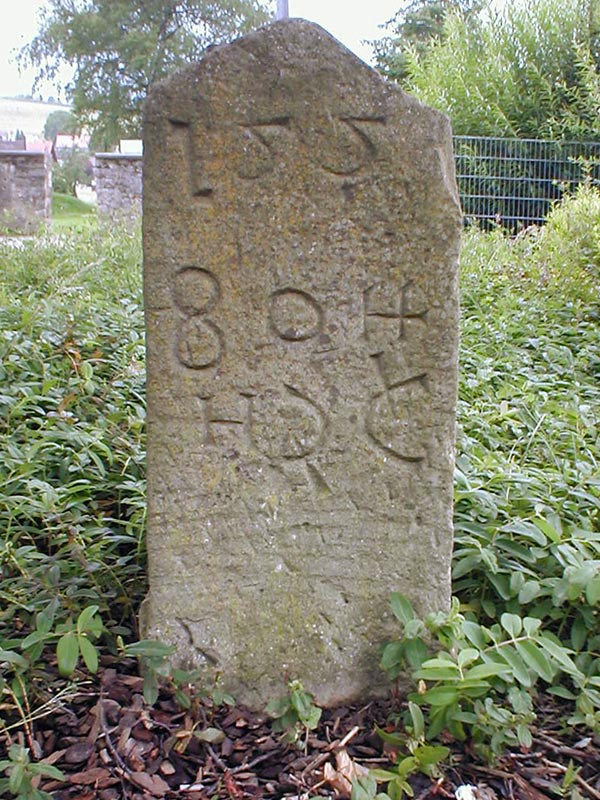
Grenzstein 1558

- Die evangelische Kirche geht vermutlich auf einen mittelalterlichen Bau zurück. Über einem Vorgängerbau aus dem 12. Jahrhundert errichtete man im 15. Jahrhundert einen neuen Chorturm mit darin vermauerten spitzbogigen Zwillingsarkaden (Biphorien). Das Kirchenschiff wurde 1752 neu aufgeführt. Von der Ausmalung im Chor sind Fragmente aus der Zeit um 1420/30 erhalten geblieben. Eine Steinkanzel mit dem Wappen derer von Habern, ist mit manieristisch-spätgotischen Ornamenten geschmückt und trägt die Jahreszahl 1563. Der Taufstein stammt im Wesentlichen von 1619 und wurde 1997 renoviert.
- Die katholische Kirche St. Maria wurde ab 1890 errichtet und am 9. August 1892 eingeweiht.[6]
- Das Schulhaus von 1839 weist ein auffälliges Doppelportal auf. Im Ort gibt es weiteren historischen Baubestand, darunter das Gasthaus Adler.
- Die Verwaltungsstelle ist ein Zweckbau des späten 20. Jahrhunderts. Der Dorfbrunnen ist von 1895.
- In der Ortsmitte befindet sich ein Grenzstein von 1558 mit der Aufschrift: „155 – 8 Ott – H P C“. Der Grenzstein markierte die Grenze zwischen dem zu Obrigheim gehörenden Kurpfälzischen Cameralwald und der Stüber Zent, zu der Asbach zählte, und weist auf den 1558 herrschenden Regenten hin: Kurfürst Ottheinrich (1502–1559).[7]
- Eine Tafel in der Ortsmitte erinnert an Philipp Gaa (1785–1851), ev. Pfarrer in Asbach 1844–1851, der der badischen Revolution zum Opfer gefallen sein soll.
- Bis vor einiger Zeit befand sich südlich des Gewerbegebiets TECHNO ein 169 Meter hoher meteorologischer Messmast bei 49°20'30" nördlicher Breite und 09°02'47" östlicher Länge. Dieser Mast wurde zwischenzeitlich abgebaut und an seiner Stelle ein Mobilfunkturm in Fertigbetonbauweise errichtet.

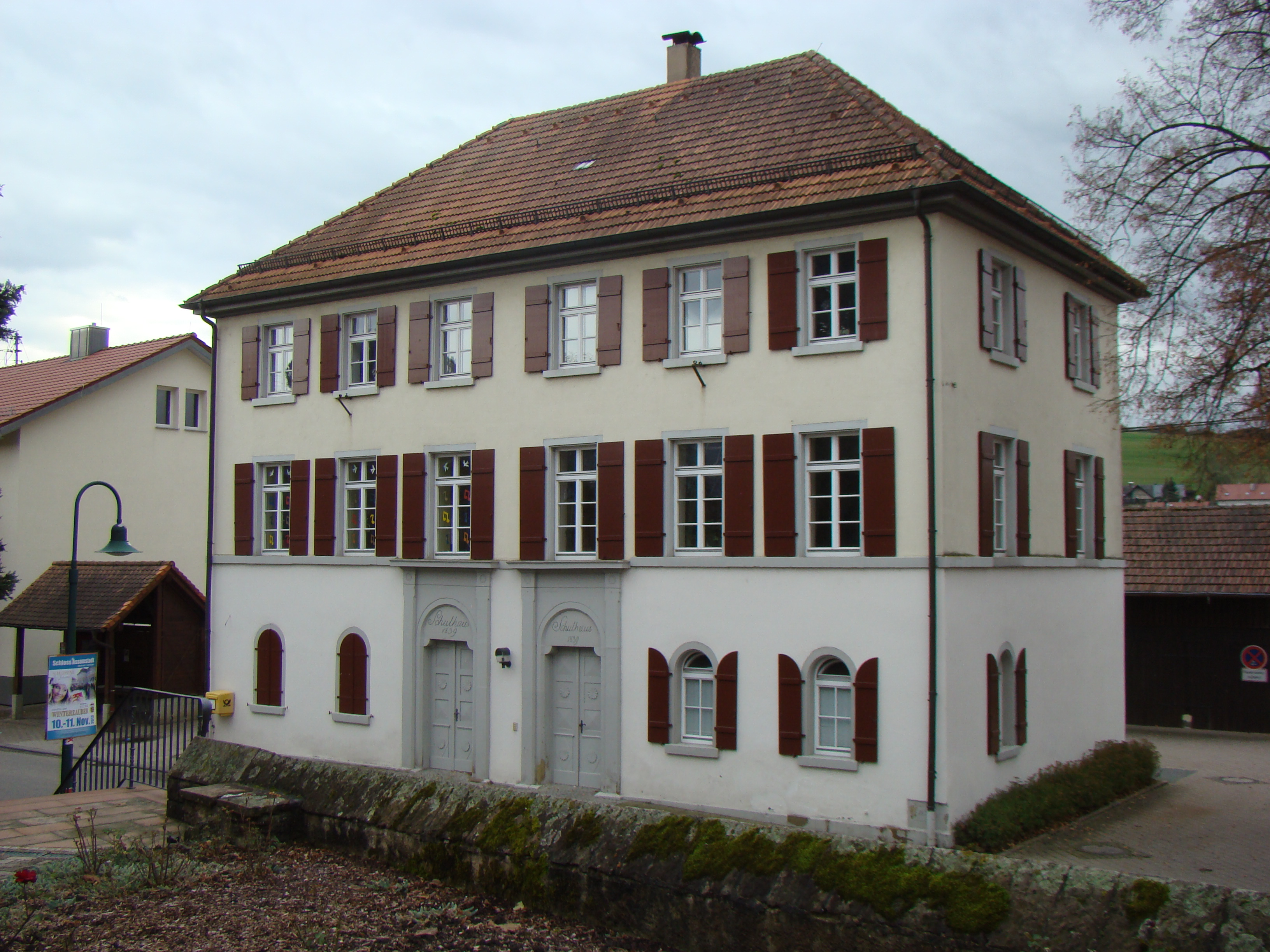
Schulhaus
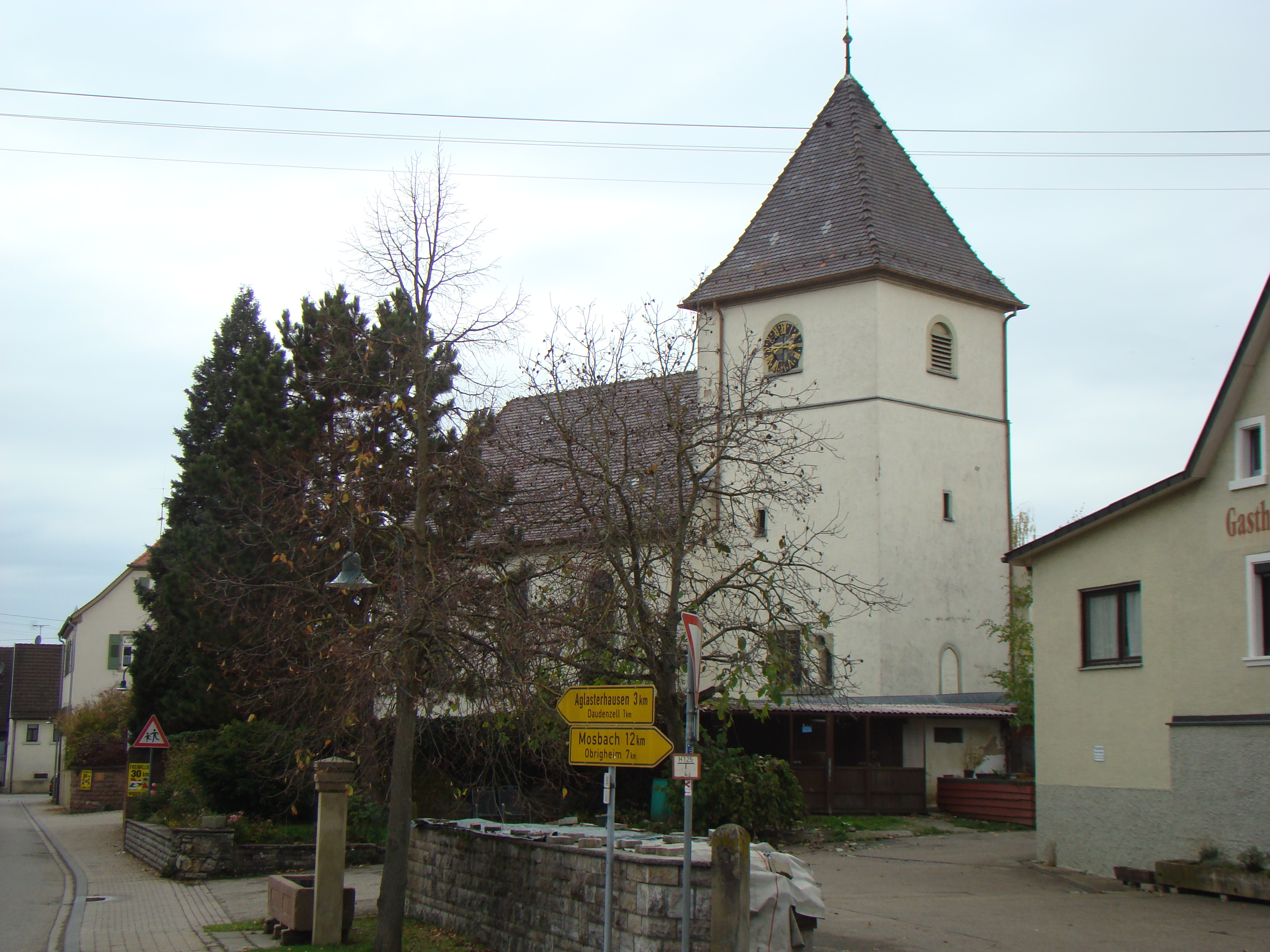
Ev. Kirche Asbach
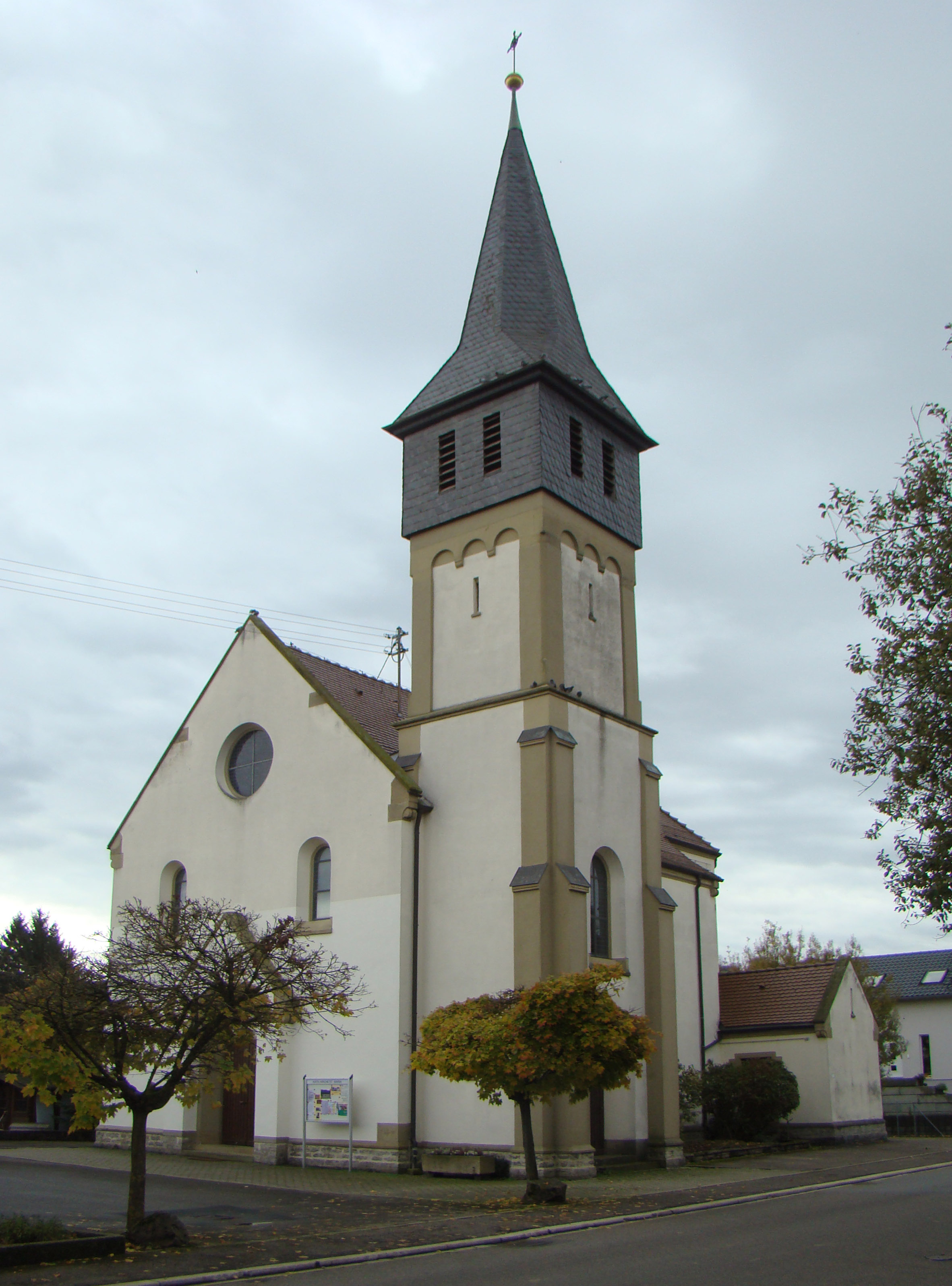
Kath. Kirche St. Maria
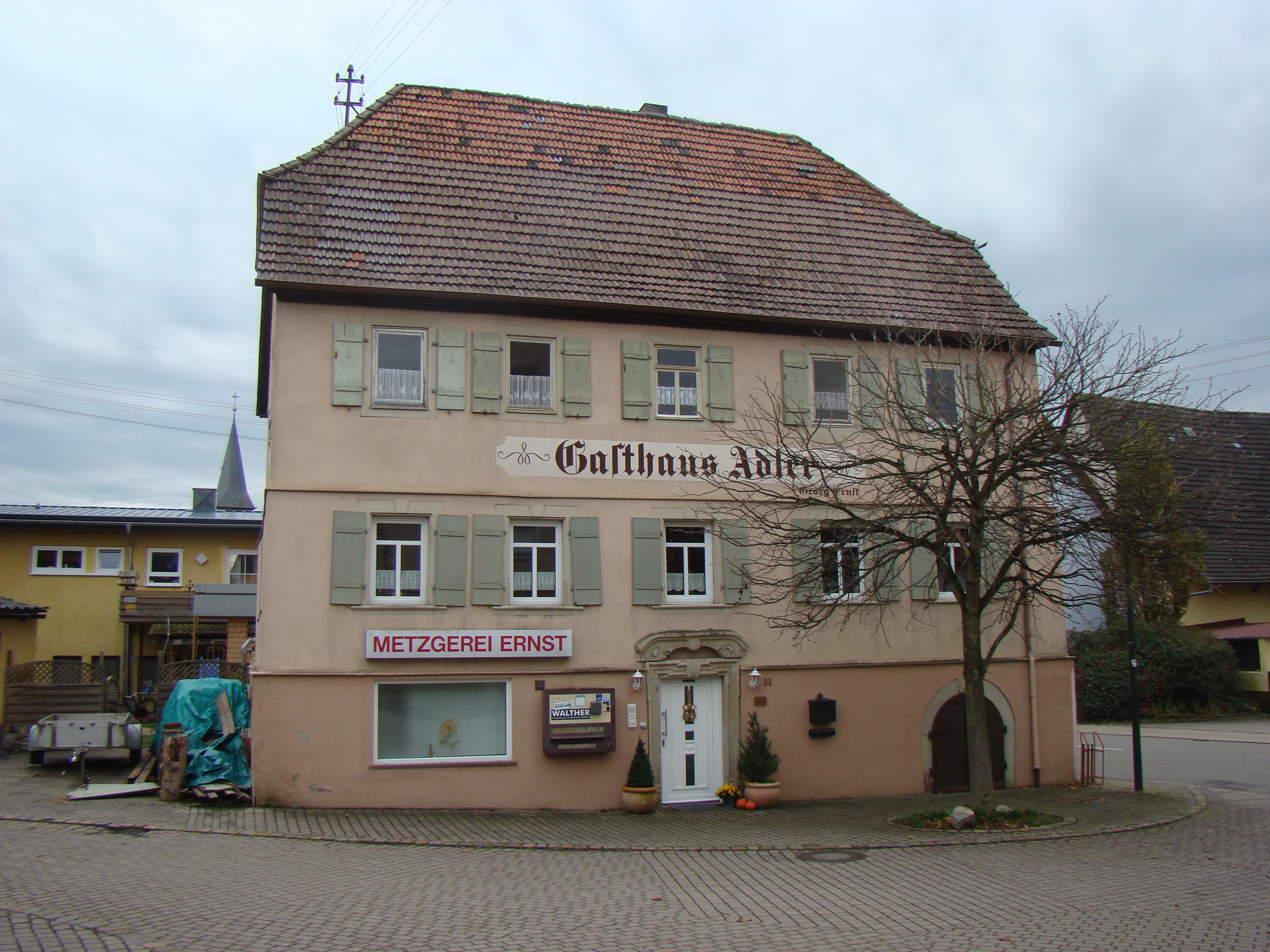
Gasthaus Adler

## Verkehr

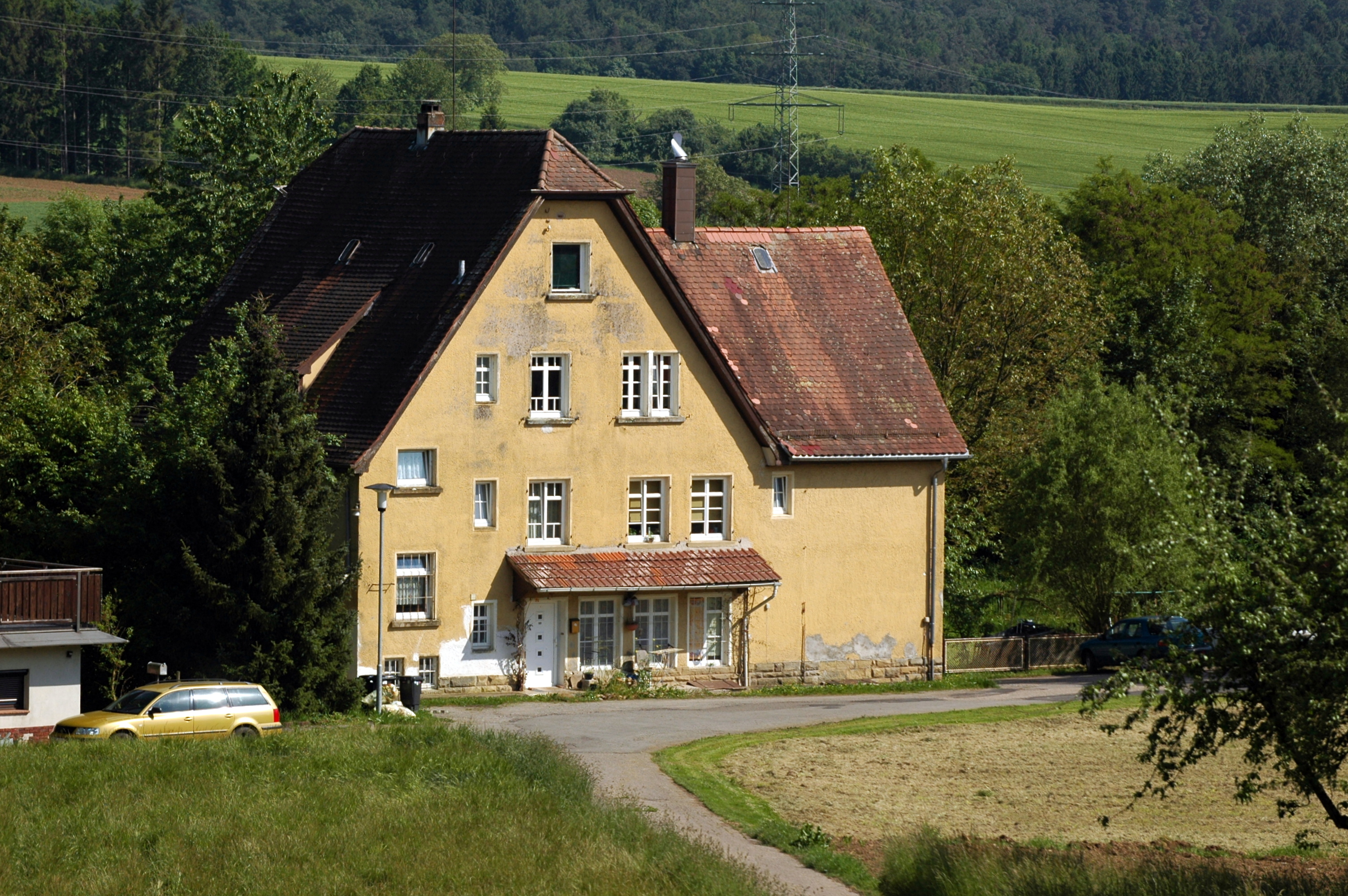
Ehemaliger Bahnhof

- Die Nebenbahnstrecke von Meckesheim her der ehemaligen Badischen Odenwaldbahn hatte hier einen Bahnhof (bis 1971).